# Латвія
Ла́твія (латис. Latvija [ˈlatvija], лів. Leţmō), офіційна назва — Латві́йська Респу́бліка (латис. Latvijas Republika, лів. Leţmō Vabāmō) — держава у Балтійському регіоні Північної Європи. З часу незалежності Латвію називають однією з країн Балтії. Межує з Естонією на півночі, Литвою на півдні, Росією на сході, Білоруссю на південному сході і розділяє морський кордон зі Швецією на заході. Латвія має 1 957 200 мешканців і займає територію 64 589 км2. У країні помірний сезонний клімат. У Балтійському морі помірний клімат, хоча воно має чотири чіткі пори року і сніжні зими.
Після століть перебування під шведською, польською та російською владою, Латвійська Республіка, яка перебувала здебільшого під контролем німецьких аристократів, відколовшись від Російської імперії, оголосила незалежність після Першої світової війни. Після державного перевороту 1934 року в країні встановився авторитарний режим при Карлісі Ульманісі. Латвію було окуповано в 1940 році Радянським Союзом, потім у 1941 році нацистською Німеччиною, згодом в 1944 році знов Радянським Союзом для утворення Латвійської РСР, яка проіснувала наступні 45 років.
Мирна співоча революція, починаючи з 1987 року, закликала до емансипації Балтії від радянської влади та засудження незаконної окупації комуністичним режимом. Революція завершилась Декларацією про відновлення незалежності Латвійської Республіки 4 травня 1990 року та відновленням фактичної незалежності 21 серпня 1991 року.
Латвія є демократичною суверенною державою, парламентською республікою. Її столиця Рига була культурною столицею Європи у 2014 році. Державна мова — латиська. Країна поділена на 119 адміністративних поділів, з них 110 — муніципалітети, дев'ять — міста. Латиші та ліви — корінне населення Латвії. Латиська та литовська — єдині балтійські мови, які збереглися до нашого часу. Панівна конфесія — євангелісти-лютерани. Російська меншина переважно сповідує православ'я.
Латвія — розвинена економіка з високим рівнем доходів і займає 39-те місце в індексі людського розвитку. Країна займає доволі високі місця в індексах громадянських свобод, свободи преси, свободи Інтернету, демократичного управління, якості життя та спокою. Латвія є членом Європейського Союзу, Єврозони, НАТО, Ради Європи, Організації Об'єднаних Націй, Ради країн Балтійського моря, МВФ, ПІБ, ОЕСР, ОБСЄ та СОТ. Країна стала повноправним членом Єврозони почавши використовувати євро як свою валюту 1 січня 2014 року, замінивши латвійські лати.

## Етимологія
Назва Latvija походить від назви давніх латгальців, одного з чотирьох індоєвропейських балтійських племен (поряд із куршами, селонами та земгалами), які складали етнічне ядро сучасних латвійців разом із фінськими лівами. Генріх Латвійський придумав латинізацію назв країни Lettigallia та Lethia. Терміни надихали варіації назви країни в романських мовах від Летонії та в декількох германських мовах від Летландії.

## Географія

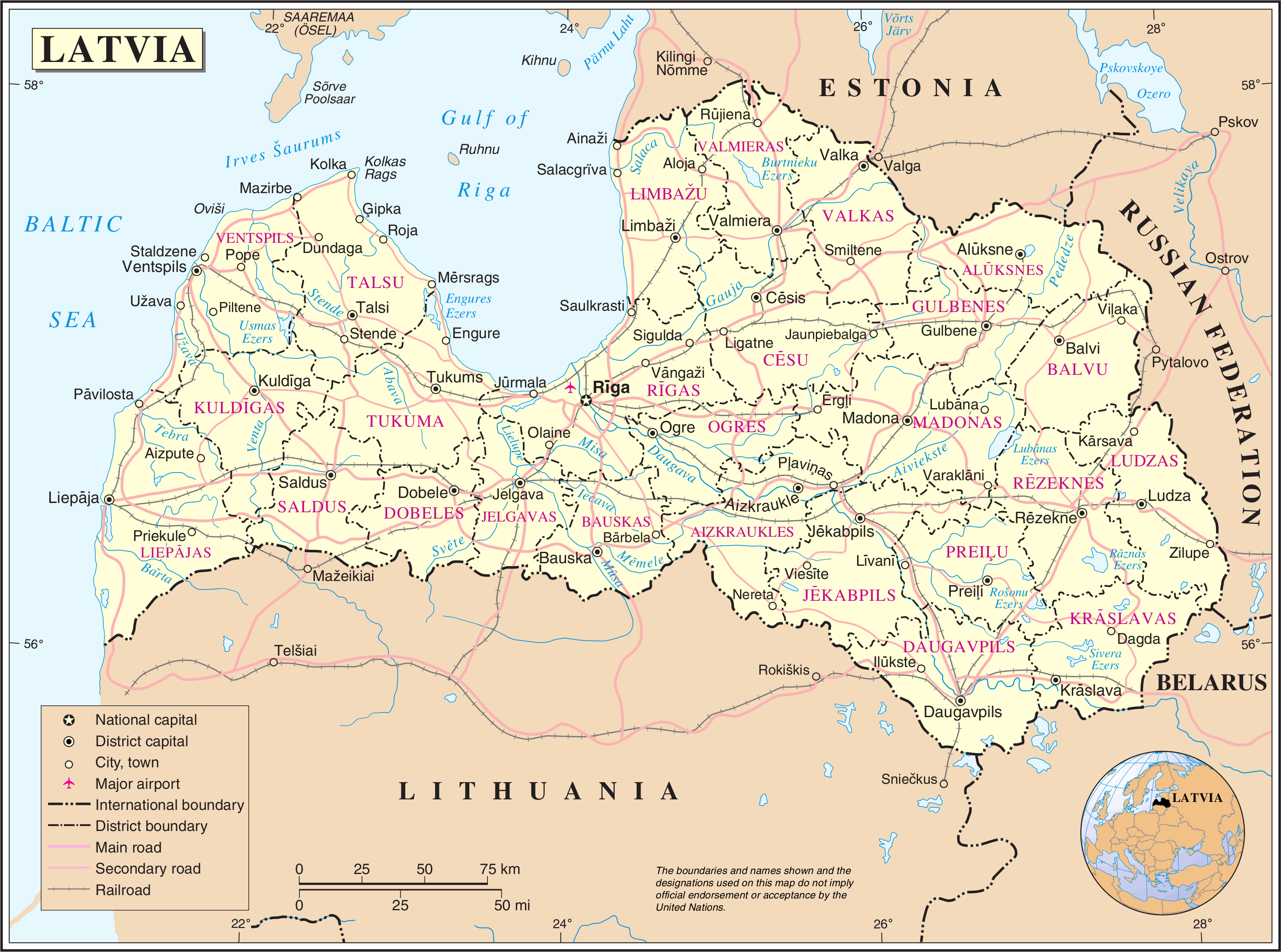
Карта Латвії.

Латвія розташована на крайньому заході Східної-Європейської рівнини. Більша частина території Латвії — моренна горбиста рівнина з висотами 200—300 м над р. м. Рельєф країни — це лісиста низина, болота, озера; 472 км берегової лінії. Найвища точка — гора Гайзінькалнс (у Ліфляндії) має висоту 312 м над р. м.
На півночі межує з Естонією (загальний кордон — 339 км), на сході — з Росією (217 км), на півдні — з Білоруссю (141 км) і Литвою (453 км). На заході омивається Балтійським морем.
Клімат країни перехідний від морського до континентального. Зима триває від середини грудня до середини березня, пересічна температура січня від -2 до -7 °С, іноді різко знижується до -40 °С. Літо прохолодне та дощове, середня температура липня від +16 до +18 °С, дуже рідко піднімається до +30 °С. Річна кількість опадів 500—800 мм. 
Великі річки — Даугава, Лієлупе, Вента, Гауя. Загалом на території Латвії понад 700 річок; всі вони належать до басейну Балтійського моря. Головна річка — Даугава (в Росії — Західна Двіна), протягом 357 км тече по території Латвії; її довжина від джерела в Росії (Тверська область) до гирла в Ризькій затоці становить 1020 км. Озера охоплюють 1,5 % території, найбільші — Лубанс, Резнас і Буртнієкс.
Сільськогосподарські земельні угіддя чергуються з заболоченими місцевостями, озерами (особливо в Латгале) і змішаними (біля морського узбережжя — сосновими) лісами. Понад 45 % (29555 км²) латвійських земель вкривають ліси: листяні — 54 % (береза, осика, чорна та біла вільха), хвойні — 46 % (переважно уздовж узбережжя; сосна та ялина). Вони є найбільшим природним багатством країни. У річкових долинах і на пагорбах поширені луки. 

## Історія

### Середньовіччя

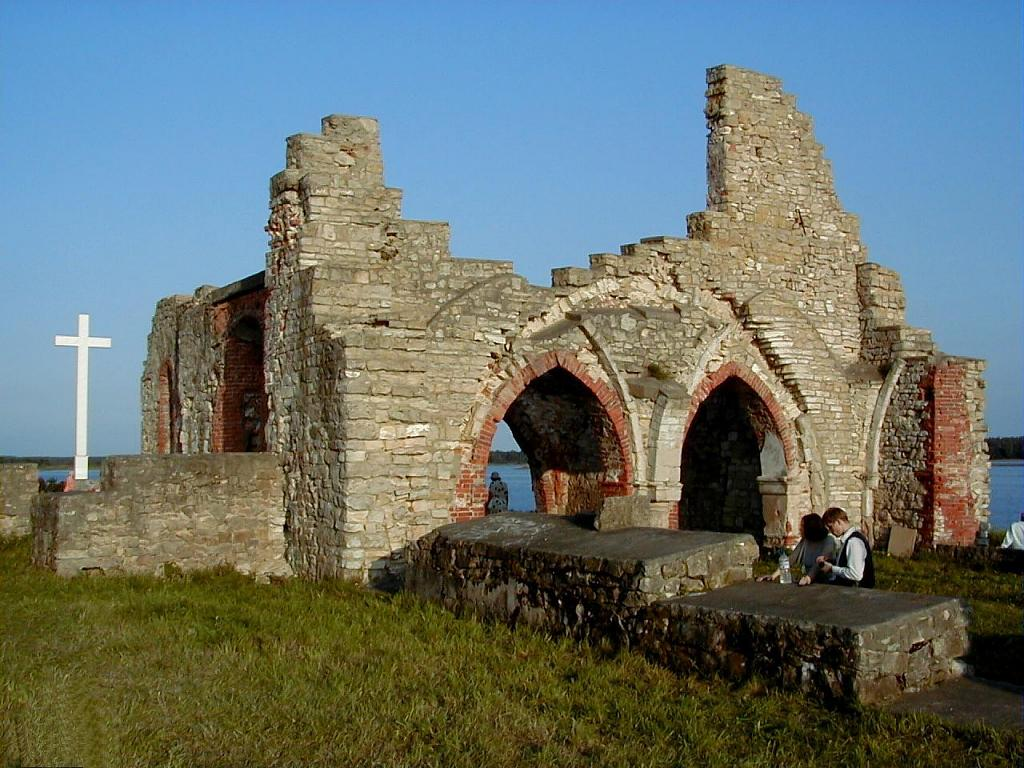
Руїни першої церкви в Лівонії (2001)

- 853: перші згадки про балтське «Королівство куршів» (лат. Regnum Cori) на території сучасної Латвії. Крім них існували протодержавні племінні об'єднання інших балтських племен, на основі яких сформувалася латиська нація — латгальців, семигалів, селонів, а також угро-фінського племені лівів. Племена дали назви історичним областям Латвії — Курляндії, Латгалії, Семигалії, Селії та Лівонії.
- 1184—1186: початок німецької колонізації і християнізації Латвії. Майнгард Зегеберзький став першим лівонським єпископом Католицької церкви.
- 1201: лівонський єпископ Альберт фон Буксгевден заснував Ригу як центр християнізації та німецької колонізації краю. Ризькі єпископи починають підкорення латвійських земель (Лівонії), що тривало до 1290 року.
- 1204: ризькі єпископи засновують на основі свого війська чернечий орден лицарів-хрестоносців — так званий «Орден меченосців» й надають йому частину єпископських земель як феод.
- 1207: ризькі єпископи починають використовувати титулатуру «князь Лівонський» (нім. Fürst von Livland) й 1 грудня 1225 року проголошують Лівонію частиною Священної Римської імперії.
- 1237, 12 травня: Орден меченосців увійшов до складу Тевтонського ордену на правах самоврядної організації та почав називатися «Лівонським орденом». Ним керували магістри Лівонського ордену, що носили титул «крайових магістрів Тевтонського ордену в Лівонії».
- 1242, 5 квітня: лівонські лицарі зазнали поразки на Чудському озері від новгородців.
- 1253: німецький архієпископ Лівонії, Пруссії та Естонії, що не мав окремої кафедри стає єпископом Риги. Обидві посади було об'єднано 20 січня 1255 року, що дало початок Ризькому архієпископству.
- 1282: Рига стала членом торговельно-військового Ганзейського союзу, що об'єднав міста Балтійського моря. До союзу згодом приєдналися 7 інших німецьких міст на території сучасної Латвії — Венден (Цесіс), Лемзаль (Лимбажі), Кокенгузен (Кокнесе), Вольмар (Валміера), Гольдінген (Кулдига), Віндау (Вентспілс) та Рооп (Страупе).
- 1366, 7 травня: формально скасовано номінальни сюзеренітет Ризького архієпископа над володіннями Лівонського ордену.
- 1413: лицарі Лівонського ордену отримали право обирати свого крайового магістра й здобули фактичну незалежність від Тевтонського ордену.
- 1420: на землях сучасних Латвії та Естонії створено Лівонську конфедерацію у складі Ризького архієпископства, Дерптського єпископства, Курляндського єпископства, Езельського єпископства, Лівонського ордену, їхніх васалів, а також вільних міст — Риги, Дерпта і Ревеля (Таллінна). У XII—XVII століттях землі цих державних утворень називалися збірною назвою «Лівонія».

### Новий час

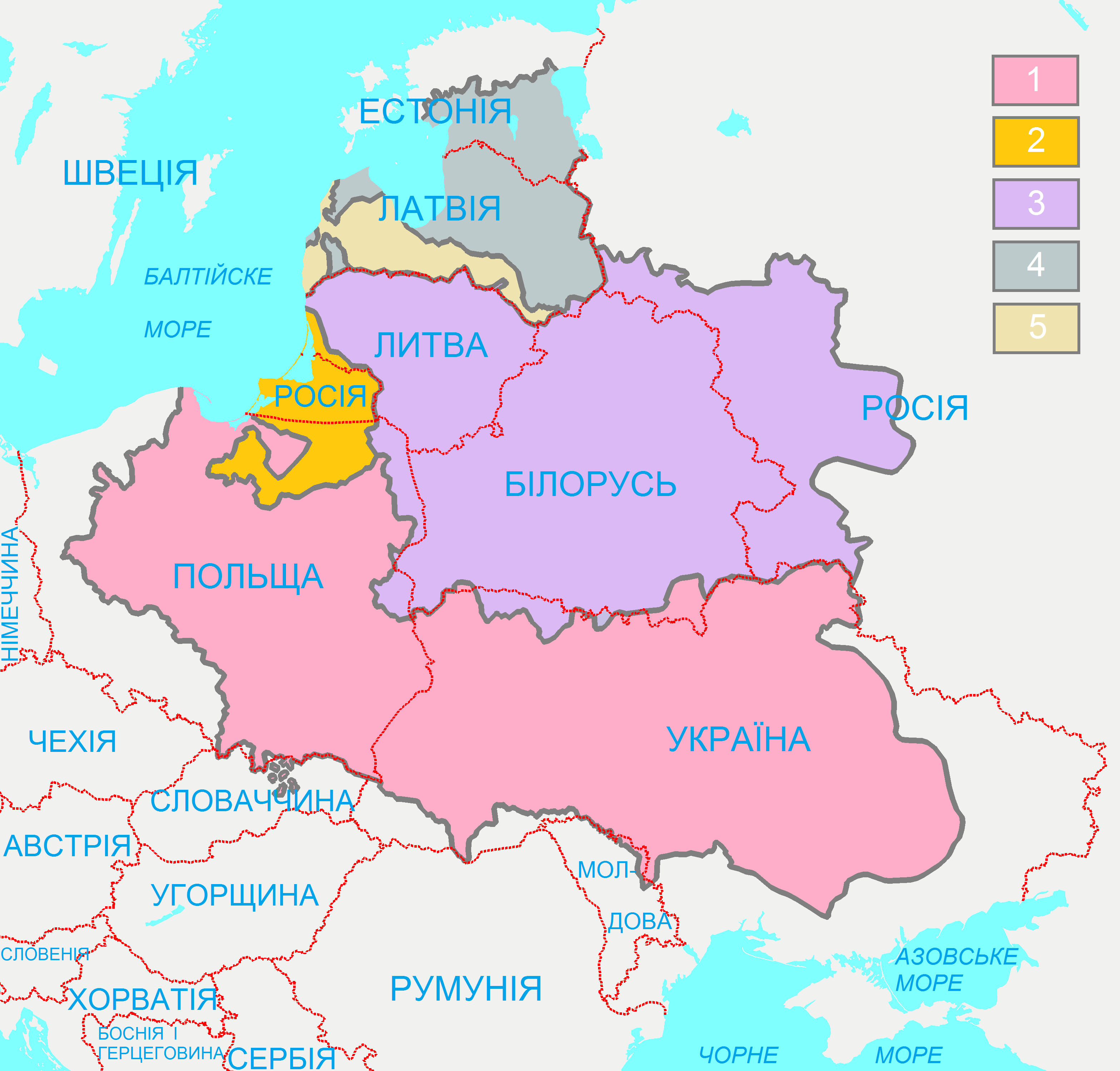
Річ Посполита (1619)
Лівонське герцогство
Герцогство Курляндії і Семигалії

- 1526, 24 грудня: імператор Священної Римської імперії дарував магістру Лівонського ордену титул «князя Лівонського», який одночасно використовували Ризький архієпископ і король Польщі. До 1557 року магістри не використовували цього титулу офіційно.
- 1561, 28 листопада: у ході неуспішної Лівонської війни проти Московії останній магістр Лівонського ордену Готтгард Кеттлер і Ризький архієпископ уклали Віленську унію із Сигізмундом ІІ Августом, за якою Лівонія стала леном Великого князівства Литовського (з 1569 року — Речі Посполитої). На території Лівонії було утворено світські лютеранські країни — герцогство Курляндії і Семигалії (південна Латвія) й Лівонське герцогство (центральна і північна Латвія). Перше було володінням німецької династії Кеттлерів, друге керувалося литовськими воєводами. Обом герцогствам була надана широка національно-релігійна й політична автономія. Офіційний союз Лівонії з Литвою набув чинності з 5 листопада 1562 року. Лівонська конфедерація припинила існування.
- 1621, 26 вересня: в ході польсько-шведської війни шведські війська окупували Лівонію, здобули Ригу й повністю захопили Лівонське герцогство.
- 1629, 26 вересня: війська Речі-Посполитою відвоювали Ригу та західну частину Лівонського герцогства.
- 1635, 12 вересня: Швеція і Річ Посполита уклали мир, за яким перша отримала Естонію, північну і центральну Латвію (так звану Шведську Лівонію). Герцогство Курляндії і Семигалії лишалося васалом польського короля. Остаточний мир було укладено 3 травня 1660 року.
- 1701—1709: у ході Великої Північної війни герцогство Курляндії і Семигалії позмінно було окуповане шведськими і російськими військами.
- 1710, 15 липня: Рига здалася російським завойовникам, внаслідок чого Російська імперія закінчила Шведську Лівонію.
- 1721, 10 вересня: Швеція визнала за Росією право на Шведську Лівонію за умовами Ніштадського договору. На її території була створена Ліфляндська (Лівонська) губернія.
- 1773, 30 вересня: в ході 2-го поділу Речі Посполитої Росія анексувала Латгалію.
- 1795, 26 квітня: в ході 3-го поділу Речі Посполитої Росія анексувала герцогство Курляндії й Семигалії. На його території була створена Курляндська губернія.
- 1812, 20 липня — 12 грудня: в ході французько-російської війни Курляндська губернія перебувала під окупацією французів.
- 1889: Російська імперія остаточно приєднала усі залишки Курляндії та Лівонії.

### Новітній період

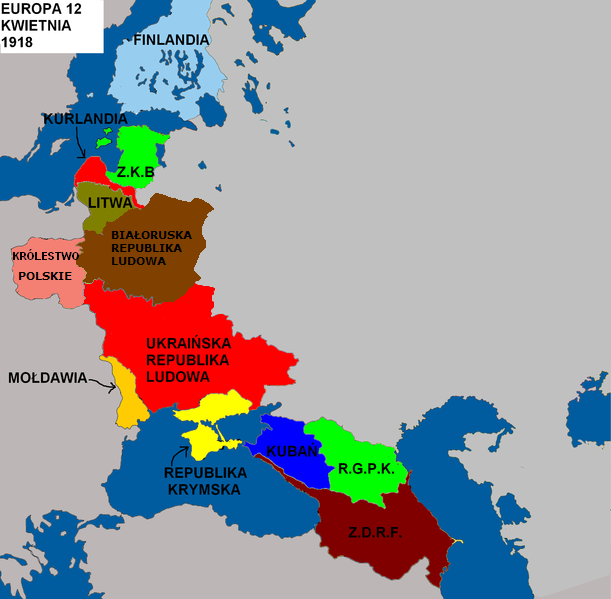
Східна Європа (1918)

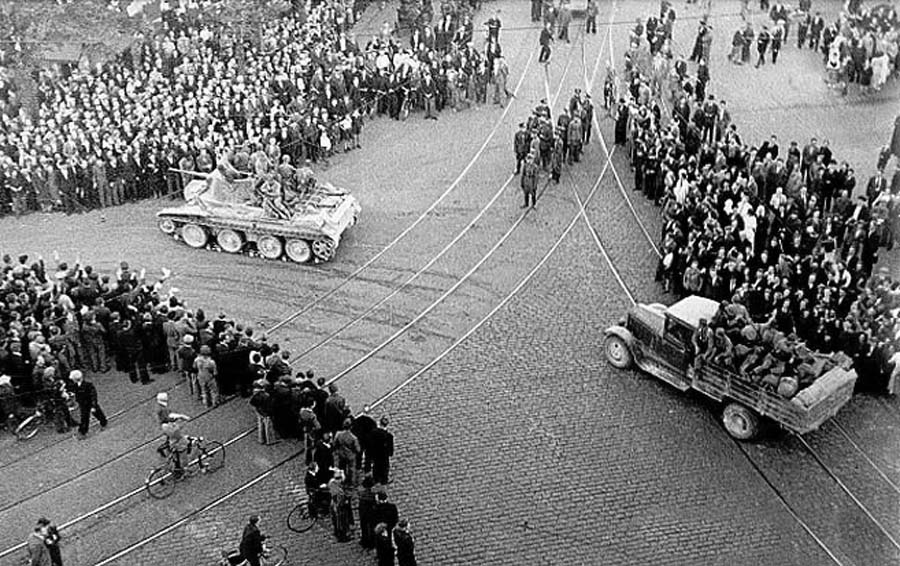
Радянські війська окуповують Ригу (1940).

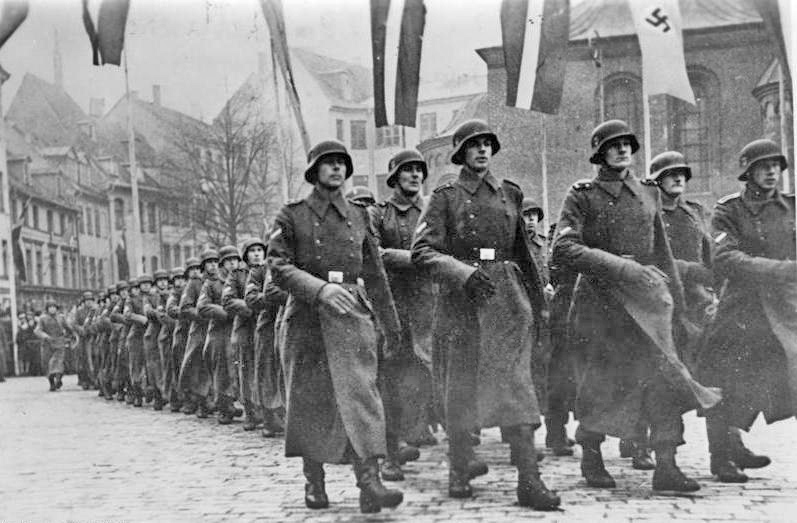
Латвійський легіон (1943).

- 1915, травень — жовтень: в ході Першої світової війни Курляндська губернія була окупована німецькими військами.
- 1917, 5 липня: Тимчасовий уряд Росії надав автономію Ліфляндській і Курляндській губерніям.
- 1917, 3 вересня: німецькі війська захопили Ригу.
- 1917, 9—20 листопада: більшовицькі війська захопили владу в Ліфляндській губернії.
- 1917, 30 листопада: представники латиських місцевих рад Лівонії, Курляндії і Латгалії створили Латвійську тимчасову національну раду.
- 1917, 29 грудня: проголошена Латвійська більшовицька рада в складі Радянської Росії.
- 1918, 30 січня: Латвійська національна рада проголосила в підпіллі, що Латвія «буде незалежною республікою»
- 1918, 18—22 лютого: німецькі війська окупували Лівонію та Латтгалію.
- 1918, 3 березня: за умовами Брест-Литовського миру Курляндська губернія і місто Рига виходять зі складу Росії.
- 1918, 8 березня: Курляндський ландтаг (крайова рада), створений із німецької аристократії, проголошує в Мітаві (Єлгава), історичній столиці герцогства Курляндії і Семигалії, нову державу — герцогство Курляндії і Семигалії, що перебуватиме в особистій унії з Пруссією. 15 березня Німецька імперія визнала незалежність цієї держави.
- 1918, 12 квітня: Об'єднана рада Лівонії, Естонії, Риги та Езеля, створена місцевою німецькою аристократією, проголосила створення незалежної Балтійської держави й запросила персональної унії з Німеччиною, а також титулу герцогства. 8 листопада нова держава приєднала до себе Куляндію і Семигалію.
- 1918, 1 серпня: німецькі адміністрації Лівонії, Естонії, Курляндії, Езеля та Риги були об'єднані в Німецьку військову адміністрацію на Балтиці, з центром у Ризі.
- 1918, 27 серпня: за умовами Берлінського договору більшовицька Росія поновлює претензії на Лівонію й Кройцбург (Крустпілс), але залишається контролювати лише Латгалію.
- 1918, 22 вересня: Німецька імперія визнала незалежність Балтійської держави.
- 1918, 8 листопада: регентська рада Балтійської держави реорганізує її у федерацію з 7 областей: Естонії, Курляндії, Латгалії Північної Лівонії, Езеля, Риги і Південної Лівонії. Її адміністрація діяла до 28 листопада.
- 1918, 11 листопада: після поразки Німеччини у Першій світовій війні держави Антанти визнають підпільну Латвійську національну раду фактичним урядом Латвії.
- 1918, 18 листопада: Латвійська національна рада проголосила незалежність Латвійської республіки.
- 1918, 25 листопада: Німеччина визнає де-факто незалежність Латвії.
- 1918—1919: німецька військова адміністрація на території Латвії заміщується адміністрацією країн Антанти.
- 1918, 17 грудня: Латвійська більшовицька рада проголосила Латвійську Соціалістичну Радянську Республіку (ЛСРР). Вона отримала визнання Росії 22 грудня.
- 1919, 3 січня: російські більшовицькі війська окупували Ригу.
- 1919, 22 травня: російські більшовики вибиті з Риги. ЛСРР була обмежена окупованою росіянами Латгалією.
- 1920, 13 січня: ЛСРР розпущено у вигнанні. Російські війська полишили територію Латвії 1 лютого 1920 року.
- 1920, 11 серпня: Росія визнала незалежність Латвії. Визнання набуло чинності з 4 жовтня.
- 1921, 26 січня: країни Антанти визнали латвійську незалежність де-юре.
- 1940, 17 червня: СРСР окупував Латвію за пактом Молотова — Рібентропа.
- 1940, 21 липня: Латвійська республіка перейменована на Латвійську РСР.
- 1940, 5 серпня: Латвійську РСР включено до складу СРСР, проте міжнародного визнання ця подія не отримала.
- 1941, 23 червня — 9 липня: на початку німецько-радянської війни німецькі війська окупували значну частину Латвії. Рига була здобута 1 липня.
- 1941, 28 червня: латвійські політики проголосили відновлення незалежності Латвії. До 7 липня нове латвійське керівництво діяло в німецькому тилу.
- 1941, 1 вересня: Латвія перетворена на Генеральний округ у складі рейхскомісаріату Остланд. Рига була перетворена на адміністративний центр рейхскомісаріату.
- 1944, липень — листопад: радянські війська повторно окупували Латвію, за винятком Курляндського півострова. Ригу здобули 13 жовтня.
- 1945, 19 березня: Німеччина проголосила створення автономної держави Латвія, німецького протекторату.
- 1945, 7 травня: латвійський уряд у Лієпаї проголосив незалежність Латвійської республіки й протримався до 8 травня, коли німецькі війська здалися у Курляндському котлі.
- 1989, 28 липня: Верховна рада Латвійської РСР проголосила декларацію про державний суверенітет.
- 1990, 4 травня: Верховна рада Латвійської РСР проголосила акт відновлення незалежності Латвійської республіки. Радянські десантники захопили ключові об'єкти в Ризі в 1991, але після протестів місцевого населення змушені були піти.
- 1991, 21 серпня: Верховна рада Латвії прийняла конституційний закон про статус незалежної держави після антигорбачовського путчу (ДКНС). 6 вересня латвійську незалежність визнав СРСР. Назва держави «Латвія» використовувалася як альтернативна до 6 липня 1993 року. Наприкінці 1991 року Латвія увійшла до складу ООН і ОБСЄ.

## Державний устрій

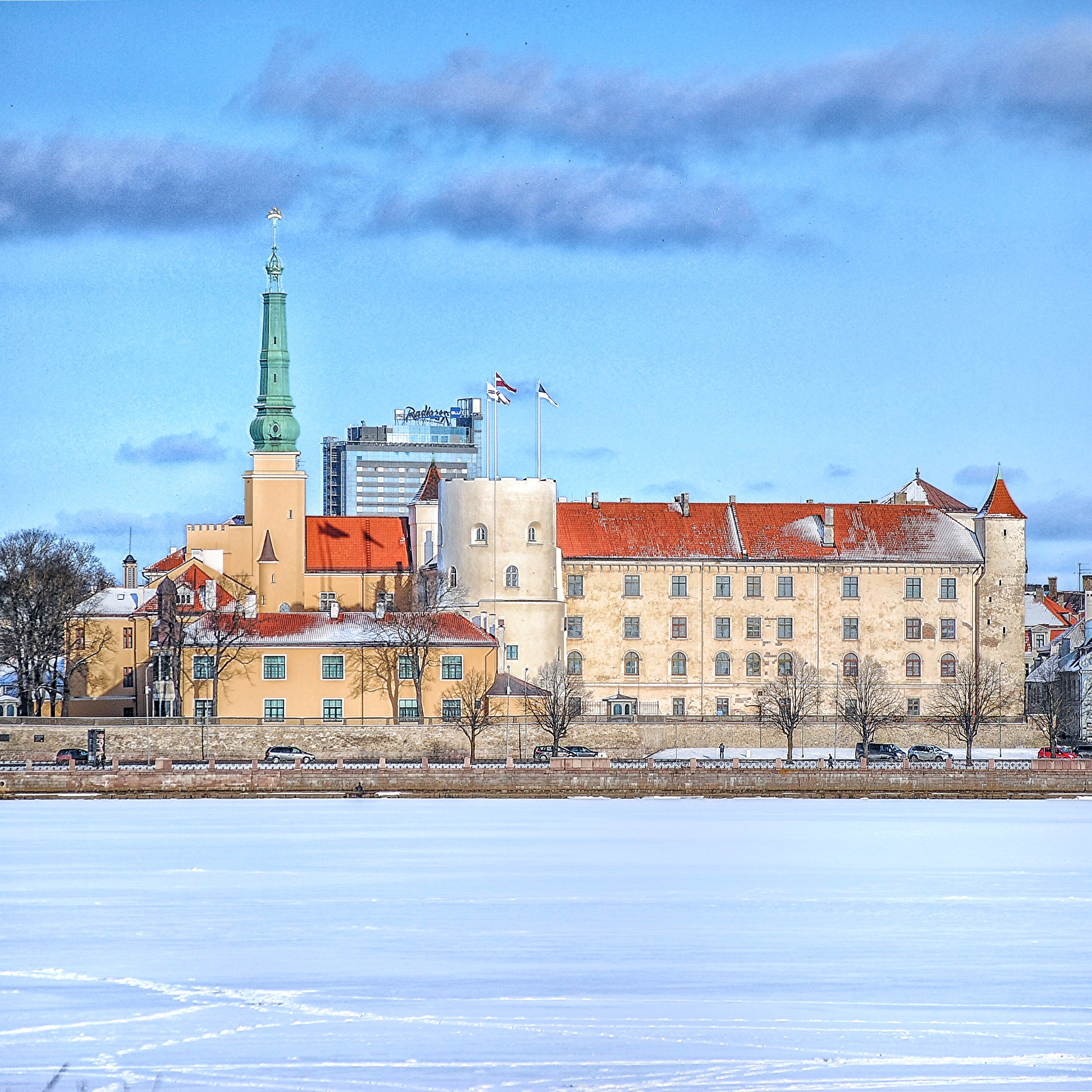
Ризький замок є резиденцією президента Латвії

У Латвії діє Конституція 15 лютого 1922 року. Вище представництво здійснює президент держави, що обирається Сеймом строком на чотири роки.

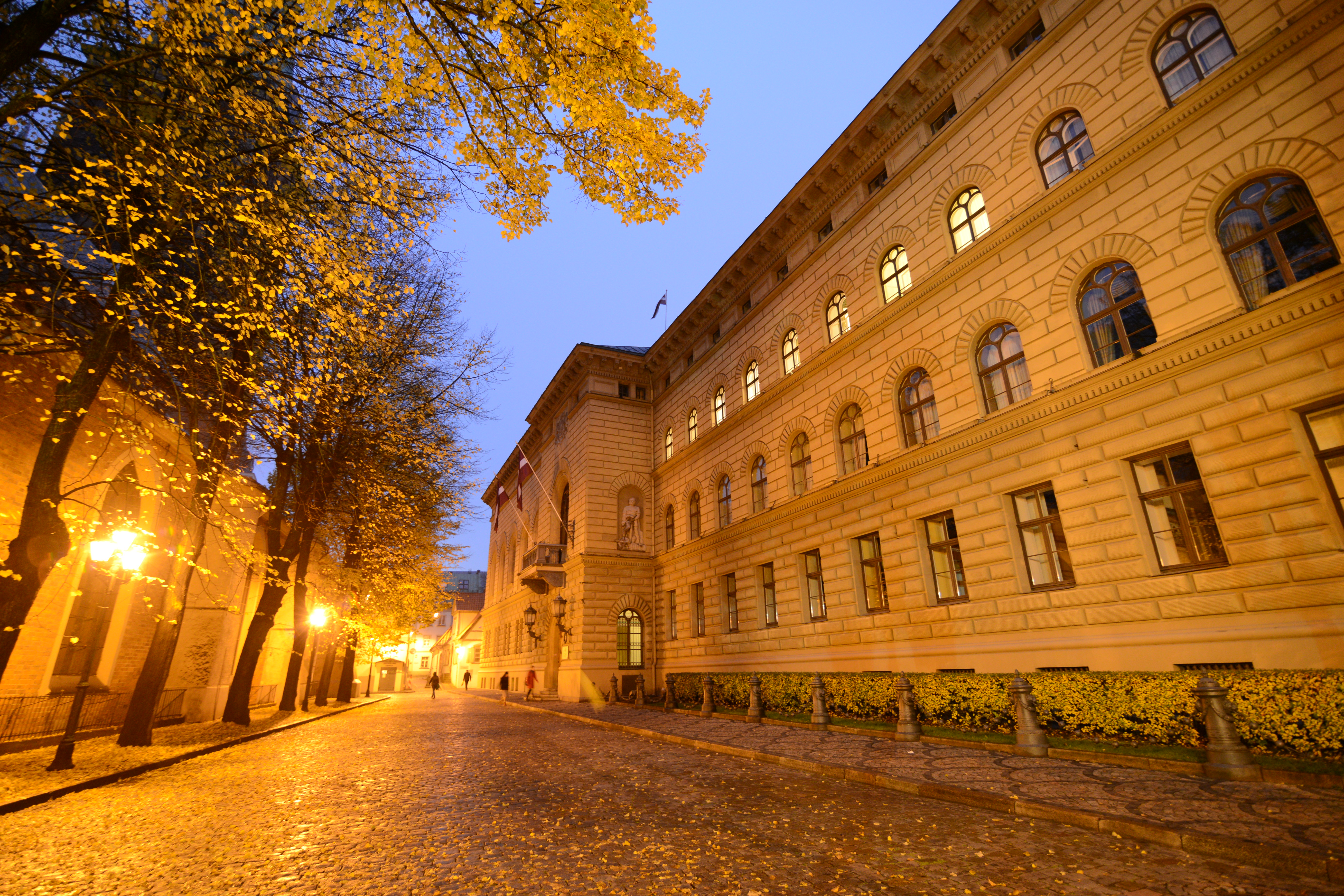
Сейм Латвії

Латвія — парламентська республіка. Законодавчий орган — Сейм (Saeima), що обирається повноправними громадянами Латвії, які досягли до дня виборів віку 18 років, терміном на чотири роки.
Латвія має багатопартійну систему, партії мають можливість формувати коаліційні уряди. Основні політичні партії та блоки:
- Єдність (Латвія)
- Центр злагоди
- Союз зелених і селян
- Національне об'єднання «Все для Латвії!»
- Партія реформ Затлерса

Виконавчий орган — кабінет міністрів, що складається з прем'єр-міністра і міністрів. Коаліційні партії Сейму Латвії пропонують президенту республіки кандидатуру прем'єр-міністра (президента міністрів). Затверджений прем'єр-міністр формує новий кабінет міністрів.
- Верховний суд Латвії
- Конституційний суд Латвії

### Міжнародні відносини
Членство у міжнародних організаціях: ЄС, ООН, НАТО, Рада Європи, ОБСЄ, МБРР, МВФ, Світовий банк, ЮНЕСКО, ЮНІСЕФ, Міжнародна федерація Червоного Хреста і Червоного Півмісяця (МФЧХіЧП).
Латвія встановила дипломатичні відносини зі 160 країнами і підтримує посольства в 35 країнах світу. 37 країн мають посольства в столиці Латвії — Ризі. У першій половині 2015 року Латвія була Державою-головою Ради Європейського союзу.

## Економіка

ВВП Латвії в 1996—2006 рр.

Латвія — індустріально-аграрна країна. Основні галузі промисловості: автомобілебудівна, сільськогосподарське машинобудування, радіоелектронна, фармацевтична, текстильна та ін. Транспорт — залізничний, автомобільний, річковий, морський. Головні порти — Рига, Вентспілс, Лієпая. Протяжність магістрального нафтопроводу 421 км, магістрального газопроводу 710 км (1984). Міжнародний аеропорт — м. Рига.
За даними [Index of Economic Freedom, The Heritage Foundation, U.S.A. 2001]: ВВП — $ 5,7 млрд. Темп зростання ВВП — 3,6 %. ВВП на душу населення — $ 2328. Прямі закордонні інвестиції — $ 219 млн. Імпорт — $ 4,9 млрд (г. ч. Німеччина — 16,8 %, Росія — 11,8 %, Фінляндія — 9,5 %, Швеція — 7,2 %). Експорт — $ 4,2 млрд (г. ч. Німеччина — 15,6 %, Велика Британія — 13,5, Росія — 12,1 %, Швеція — 10,3 %).
У 2001 р ВВП Латвії зріс на 7,6 %. Банк Латвії передбачає зростання ВВП 4,5 %-5 % в 2002 [Mining Annual Review 2002].

## Адміністративний устрій

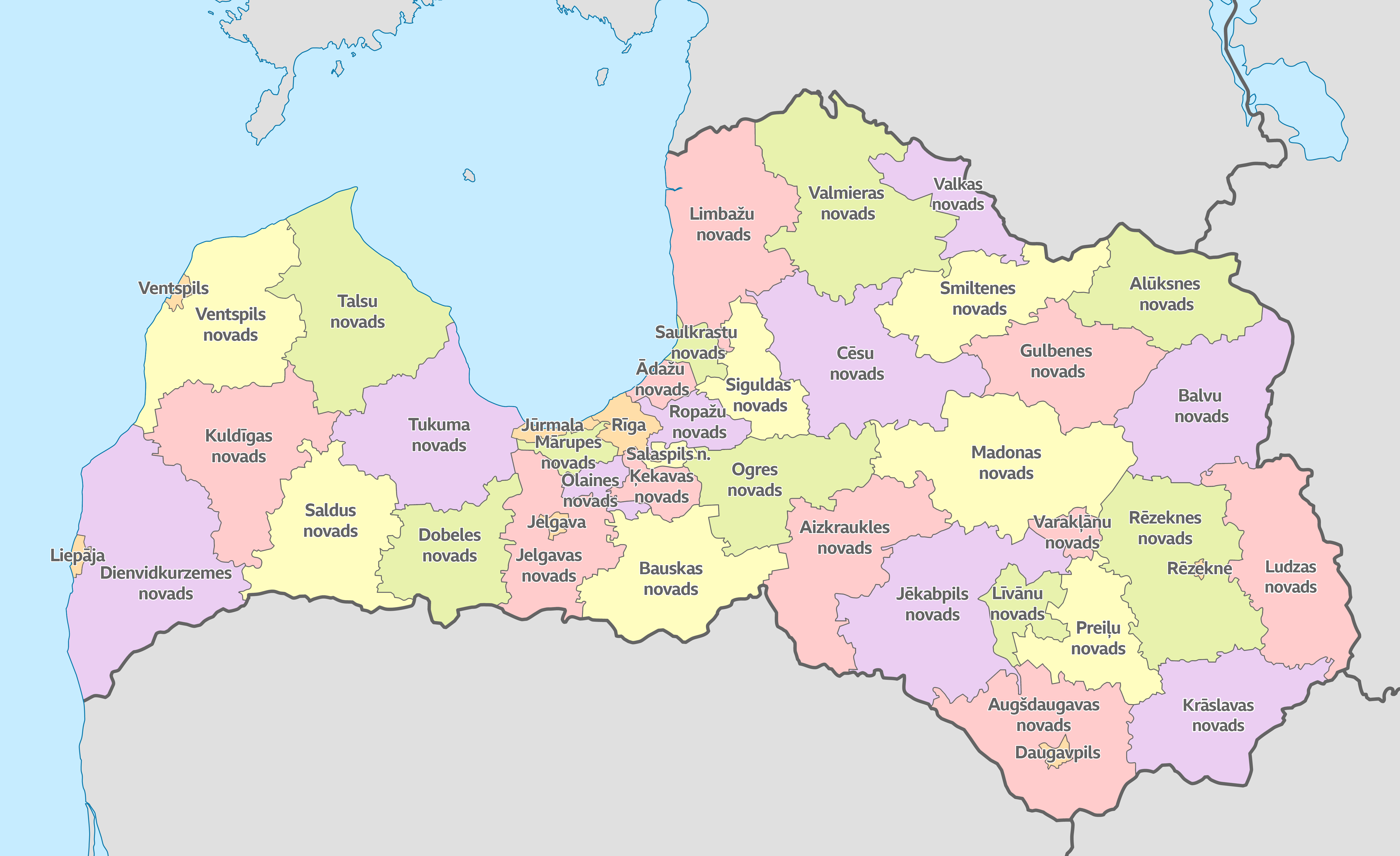
Краї й міста республіканського підпорядкування Латвії після адміністративної реформи 2021 року.

Латвія поділяється на 110 країв (латис. novadi, однина novads) і 9 республіканських міст (латис. republikas pilsētas, однина republikas pilsēta). Краї поділяються на 494 волості (латис. pagasts).
Крім того, Латвія історично, культурно й конституційно поділяється на чотири регіони: Латгале, Земгале, Курземе, і Відземе.
У Латвії до 2023 року буде продовжуватися адміністративно територіальна реформа, аналогічна українській реформі децентралізації влади, яка передбачає уже укрупнення розділених у 2009 році країв у більші адміністративно-територіальні одиниці.
Це пов'язано з вимогою Європейського союзу, щоб ефективно розприділити повноваження у провінції, а також із проблемою відтоку населення у міста і зосередження основної маси населення у Ризькому столичному регіоні.

## Населення
- 1989 — 2 681 000
- 2001 — 2 385 231
- 2007 — 2 281 200
- 2011 — 2 067 877
- 2018 — 2 109 742
- 2020 — 1 907 675
- 2024 — 1 872 882[15]

### Мови
Єдиною офіційною мовою Латвії є латиська, яка належить до балтійської мовної підгрупи балто-слов'янської гілки індоєвропейської мовної сім'ї.
Іншою визначною мовою Латвії є майже вимерла лівська мова фінської гілки уральської мовної сім'ї; латгальська — як діалект латиської також захищена латвійським законодавством.
Російська мова, якою широко розмовляли в радянський період, досі залишається найпоширенішою мовою меншини (у 2011 році 34 % говорили нею вдома). Англійська також широко прийнята в Латвії в бізнесі та туризмі. Станом на 2014 рік існувало 109 шкіл для меншин, які використовують російську мову.

### Етнічний склад
Станом на березень 2011 року латвійці становили близько 62,1 % населення, тоді як 26,9 % — росіяни, білоруси 3,3 %, українці 2,2 %, поляки 2,2 %, литовці 1,2 %, євреї 0,3 %, роми 0,3 %, німці 0,1 %, естонці 0,1 % та інші 1,3 %. 250 осіб ідентифікують себе як ліви. У Латвії проживало 290 660 «негромадян», або 14,1 % жителів Латвії, переважно російські поселенці, які прибули після окупації 1940 року, та їхні нащадки.
У деяких містах, наприклад, на сході у Даугавпілсі та Резекне, етнічні латиші становлять меншість від загальної кількості населення.
| Етнос    | Перепис 1897 | Перепис 1897 | Перепис 1925 | Перепис 1925 | Перепис 1935 | Перепис 1935 | Перепис 1959 | Перепис 1959 | Перепис 1970 | Перепис 1970 | Перепис 1979 | Перепис 1979 | Перепис 1989 | Перепис 1989 | Перепис 2000 | Перепис 2000 | Перепис 2011 | Перепис 2011 | Статистичні дані 2020 | Статистичні дані 2020 |
| Етнос    | Осіб         | %            | Осіб         | %            | Осіб         | %            | Осіб         | %            | Осіб         | %            | Осіб         | %            | Осіб         | %            | Осіб         | %            | Осіб         | %            | Осіб                  | %                     |
| -------- | ------------ | ------------ | ------------ | ------------ | ------------ | ------------ | ------------ | ------------ | ------------ | ------------ | ------------ | ------------ | ------------ | ------------ | ------------ | ------------ | ------------ | ------------ | --------------------- | --------------------- |
| Латиші   | 1 318 617    | 68,34        | 1 354 126    | 73,4         | 1 472 612    | 75,5         | 1 297 881    | 62,0         | 1 341 805    | 56,8         | 1 344 105    | 53,7         | 1 387 757    | 52,0         | 1 370 703    | 57,7         | 1 284 194    | 62,1         | 1 192 333             | 62,5                  |
| Росіяни  | 154 561      | 8,0          | 193 648      | 10,5         | 206 499      | 10,6         | 556 448      | 26,6         | 704 599      | 29,8         | 821 464      | 32,8         | 905 515      | 34,0         | 703 243      | 29,6         | 556 422      | 26,9         | 471 206               | 24,7                  |
| Білоруси | 79 541       | 4,12         | 38 010       | 2,1          | 26 867       | 1,4          | 61 587       | 2,9          | 94 898       | 4,0          | 111 505      | 4,5          | 119 702      | 4,5          | 97 150       | 4,1          | 68 174       | 3,3          | 60 097                | 3,1                   |
| Українці | 987          | 0,05         | 512          | 0,0          | 1 844        | 0,1          | 29 440       | 1,4          | 53 461       | 2,3          | 66 703       | 2,7          | 92 101       | 3,5          | 63 644       | 2,7          | 45 699       | 2,2          | 42 929                | 2,3                   |
| Поляки   | 65 088       | 3,37         | 51 143       | 2,8          | 48 949       | 2,5          | 59 774       | 2,9          | 63 045       | 2,7          | 62 690       | 2,5          | 60 416       | 2,3          | 59 505       | 2,5          | 44 783       | 2,2          | 37 968                | 2,0                   |
| Литовці  | 25 888       | 1,34         | 23 192       | 1,3          | 22 913       | 1,2          | 32 383       | 1,6          | 40 589       | 1,7          | 37 818       | 1,5          | 34 630       | 1,3          | 33 430       | 1,4          | 24 426       | 1,2          | 21 938                | 1,1                   |
| Євреї    | 122 700      | 6,36         | 95 675       | 5,2          | 93 479       | 4,8          | 36 592       | 1,8          | 36 680       | 1,6          | 28 331       | 1,1          | 22 897       | 0,9          | 10 385       | 0,4          | 6 416        | 0,3          | —                     | —                     |
| Цигани   | 1 942        | 0,1          | 2 870        | 0,2          | 3 839        | 0,2          | 4 301        | 0,2          | 5 427        | 0,2          | 6 134        | 0,3          | 7 044        | 0,3          | 8 205        | 0,3          | 6 452        | 0,3          | 4 891                 | 0,3                   |
| Німці    | 137 312      | 7,12         | 70 964       | 3,8          | 62 144       | 3,2          | 1 609        | 0,1          | 5 413        | 0,2          | 3 299        | 0,1          | 3 783        | 0,1          | 3 465        | 0,1          | 3 023        | 0,1          | 2 476                 | 0,1                   |
| Естонці  | 17 991       | 0,93         | 7 893        | 0,4          | 7 014        | 0,4          | 4 610        | 0,2          | 4 334        | 0,2          | 3 681        | 0,2          | 3 312        | 0,1          | 2 652        | 0,1          | 2 000        | 0,1          | 1 607                 | 0,1                   |
| Ліви     |              |              | 1 268        | 0,1          | 944          | 0,0          | 185          | 0,0          | 48           | 0,0          | 107          | 0,0          | 135          | 0,0          | 177          | 0,0          | —            | —            | —                     | —                     |
| Інші     | 4 823        | 0,25         | 5 504        | 0,3          | 3 398        | 0,2          | 8 648        | 0,4          | 13 828       | 0,6          | 16 979       | 0,7          | 29 275       | 1,1          | 24 824       | 1,1          | 26 298       | 1,3          | 72 230                | 3,8                   |
| Загалом  | 1 929 387    | 1 929 387    | 1 844 805    | 1 844 805    | 1 950 502    | 1 950 502    | 2 093 458    | 2 093 458    | 2 364 127    | 2 364 127    | 2 502 816    | 2 502 816    | 2 666 567    | 2 666 567    | 2 377 383    | 2 377 383    | 2 067 887    | 2 067 887    | 1 907 675             | 1 907 675             |

## Культура
Традиційний латвійський фольклор налічує понад тисячу років. Виявлено понад 1,2 млн текстів і 30 тис. мелодій народних пісень.
Між XIII і XIX століттями балтійські німці розвинули особливу культурну спадщину, що характеризується як латвійським, так і німецьким впливом. Він зберігся в німецьких балтійських сім'ях і донині. Проте більшість корінних латишів не брали участі в цьому культурному житті, збереглася переважно селянська місцева язичницька спадщина, частково злившись із християнськими традиціями. Наприклад, одним із найпопулярніших свят є Jāņi, язичницьке свято літнього сонцестояння, яке латвійці відзначають у день свята Івана Хрестителя.

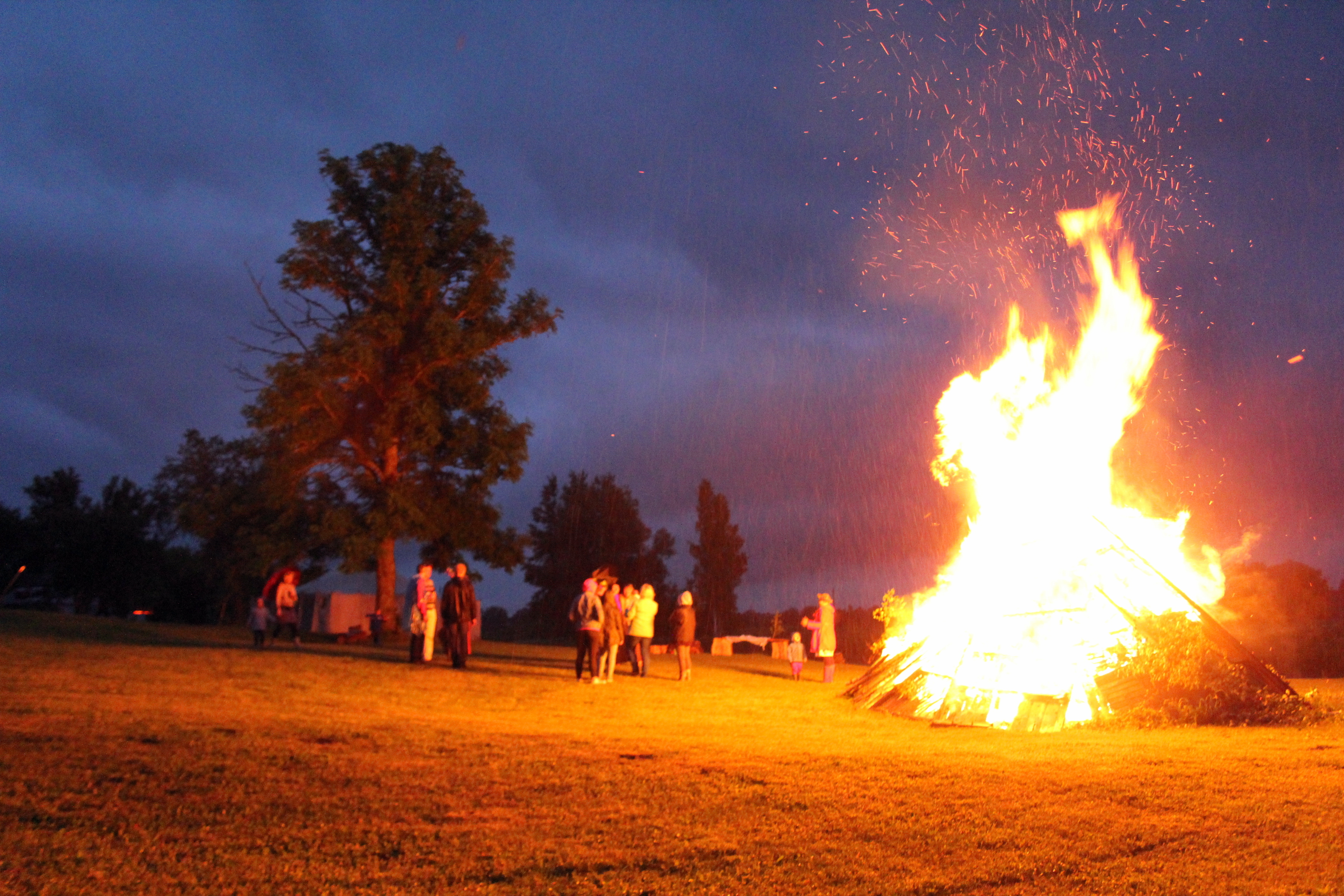
Свято літнього сонцестояння — Ліго

Історичний центр Риги був оголошений ЮНЕСКО об'єктом Всесвітньої спадщини в 1997 році.

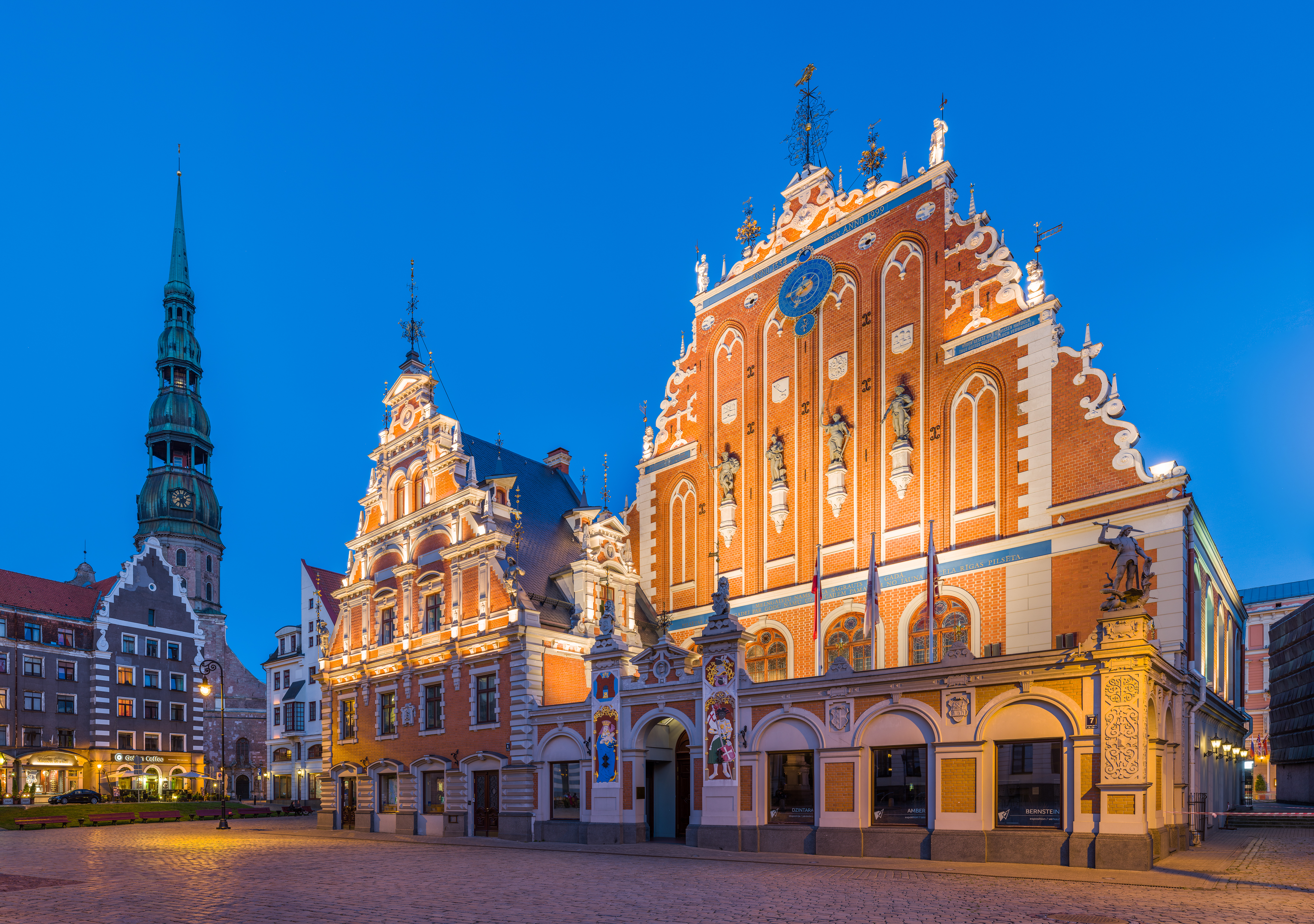
Історичний центр Риги

У XIX столітті виникли латвійські націоналістичні рухи. Вони пропагували латвійську культуру та заохочували латишів брати участь у культурних заходах. XIX століття і початок XX століття латвійці часто розглядають як класичну епоху латвійської культури. Культурна еліта втекла з країни, але продовжувала творити, переважно для латвійської емігрантської аудиторії.
Після приєднання до Радянського Союзу латвійські художники та письменники були змушені дотримуватися стилю мистецтва соцреалізму. За радянських часів музика ставала все популярнішою, причому найпопулярнішими були пісні 1980-х років. У цей час у піснях часто висміювали особливості радянського життя та турбувалися про збереження латвійської ідентичності. Це викликало народні протести проти СРСР, а також призвело до зростання популярності поезії. З часів незалежності театр, сценографія, хорова музика та класична музика стали найпомітнішими галузями латвійської культури.

### Освіта
Латвійський університет і Ризький технічний університет є двома основними університетами країни, обидва засновані на основі Ризького політехнічного інституту та розташовані в Ризі.
Інші важливі університети, які були створені на базі Латвійського державного університету, включають Латвійський університет природничих наук і технологій (заснований у 1939 році на базі сільськогосподарського факультету) та Ризький університет Страдіня (заснований у 1950). Ще одним значним центром освіти є Даугавпілський університет.

Латвійський університет

### Наука
- Латвійська академія наук
- Латвійський державний історичний архів

### Музика
Латвійський фестиваль пісні та танцю є важливою подією в латвійській культурі та громадському житті. Він проводиться з 1873 року, зазвичай кожні п'ять років. Загалом у заході беруть участь приблизно 30 000 виконавців. Співають народні пісні та класичні хорові пісні, з акцентом на спів акапела, хоча останнім часом до репертуару також увійшли сучасні популярні пісні.
У липні 2014 року в Ризі відбулися 8-мі Всесвітні хорові ігри, де взяли участь понад 27 000 хористів, які представляли понад 450 хорів із понад 70 країн. Фестиваль є найбільшим у своєму роді у світі і проводиться кожні два роки в іншому місті-господарі.
Починаючи з 2019 року в Латвії проходить перший Riga Jurmala Music Festival, новий фестиваль, на якому протягом чотирьох вихідних протягом літа виступають всесвітньо відомі оркестри та диригенти. Фестиваль проходить у Латвійській національній опері, Великій гільдії, а також у Великому та Малому залі «Дзинтарі».

### Релігія
Більшість громадян Латвії — лютерани.
- Латвійська євангельсько-лютеранська церква — найбільша християнська деномінація країни.
- Католицька церква в Латвії — друга християнська деномінація країни.
- Латвійська православна церква — колишня православна церква Константинопольського патріархату.
- Латвійська православна церква — російська громадська організація в Латвії.
- Латвійська православна автономна церква

### Свята

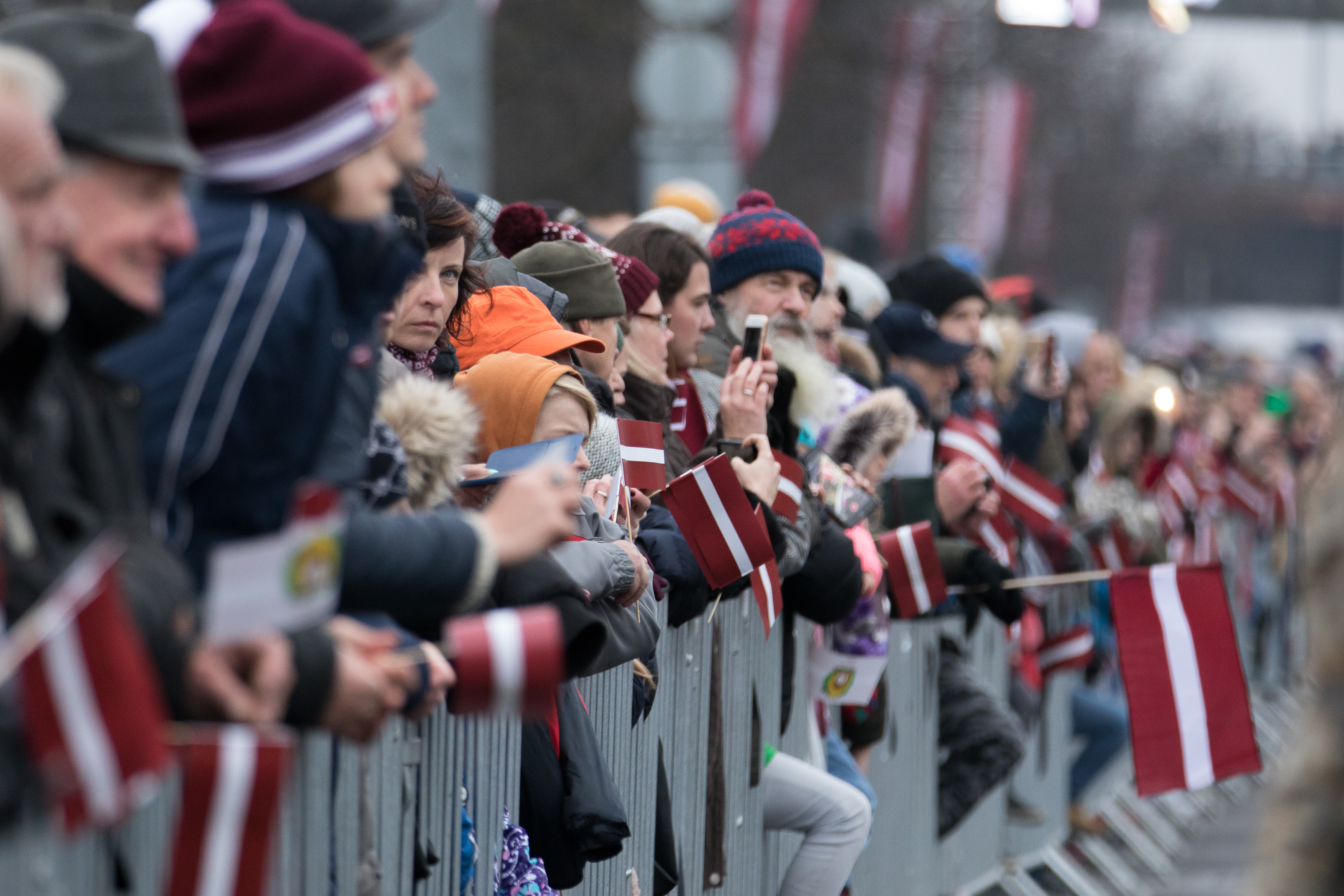
Святкування проголошення Латвійської Республіки, 2018

| Дата                    | Назва свята                              | Оригінальна назва                                  |
| ----------------------- | ---------------------------------------- | -------------------------------------------------- |
| 1 січня                 | Новий рік                                | Jaungada diena                                     |
| березень-квітень        | Велика (Страсна) п'ятниця                | Lielā piektdiena                                   |
| березень-квітень        | Перший і другий день Великодня           | Pirmā Lieldienas un otrās Lieldienas dienas        |
| 1 травня                | День праці                               | Darba svētki                                       |
| 4 травня                | День відновлення Латвійської Республіки  | Latvijas Republikas neatkarības atjaunošanas diena |
| 50 днів після Великодня | День Святої Трійці                       | Vasarsvētki                                        |
| 23-24 червня            | Ліго та Янів день                        | Līgo diena, Jāņi                                   |
| 18 листопада            | День проголошення Латвійської Республіки | Latvijas Republikas Proklamēšanas diena            |
| 24-26 грудня            | Різдво                                   | Ziemassvētki                                       |
| 31 грудня               | Проводи старого року                     | Vecgada diena                                      |